# Комната 40

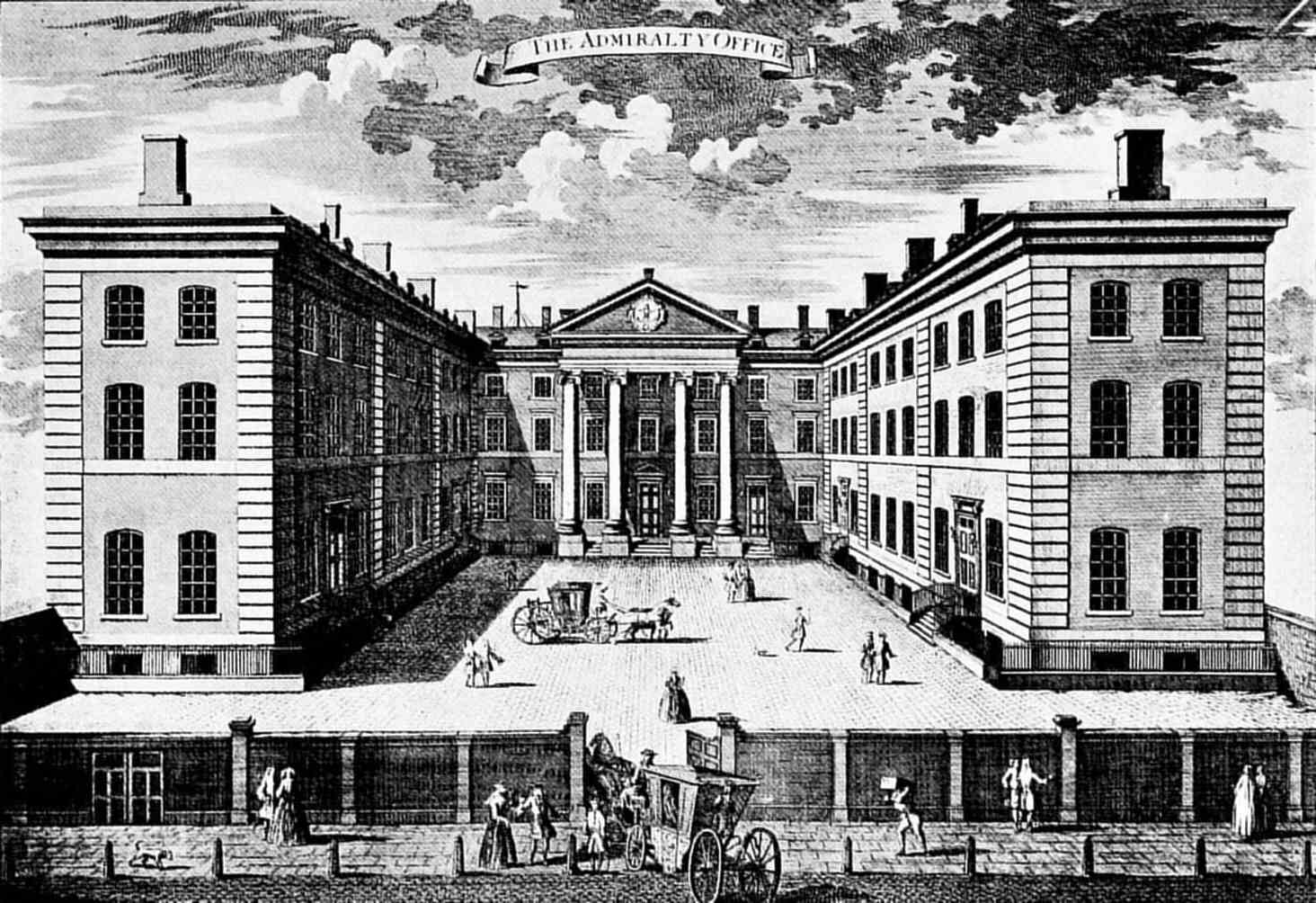
Адмиралтейство в Уайтхолле, построенное в 1726 году. Комната 40 располагалась на первом этаже в северном крыле

Комната 40 (англ. Room 40) — подразделение Британского Адмиралтейства, которое было ведущим криптографическим органом Великобритании во время Первой мировой войны. Было сформировано в октябре 1914 года, вскоре после начала войны. Адмирал Оливер, Директор Управления военно-морской разведки, передавал перехваченные сообщения с немецкой радиостанции в Науэне, недалеко от Берлина, Директору учебного командования военно-морских сил Альфреду Юингу, чьим хобби было построение и декодирование шифров. Юинг вербовал гражданских, таких, как Уильям Монтгомери, который был переводчиком теологических немецких работ, и Найджел де Гри (владелец газеты).
Большинство операций Комнаты 40 было сосредоточено на немецкой морской кодовой книге, Signalbuch der Kaiserlichen Marine (SKM), и на картах, содержавших закодированные квадраты, которые русские союзники британцев передавали в Адмиралтейство. Русские заполучили эти материалы с немецкого крейсера «Магдебург», когда он сел на мель недалеко от эстонского побережья 26 августа 1914 года. Русские восстановили две из четырёх копий, имевшихся на крейсере; одну они оставили себе, а другую передали британцам.
В октябре 1914 года британцы также заполучили Handelsschiffsverkehrsbuch, принадлежавший военно-морским силам Германии. Это кодовая книга, которую использовали немецкие морские корабли, торговые суда, дирижабли и U-корабли: 11 октября Королевский австралийский флот заполучил копию этой книги с немецко-австралийского парохода Хобарт. 30 ноября британский траулер зацепил сетями и поднял сейф с затонувшего немецкого эсминца S-119, в котором был найден Verkehrsbuch, код, использованный немцами для коммуникации с немецкими атташе, посольствами и военными кораблями за рубежом.
В марте 1915 года британский отряд конфисковал багаж Вильгельма Вассмусса, немецкого агента, находившегося в Персии. Багаж был доставлен в нераспечатанном состоянии в Лондон, где Директор Управления военно-морской разведки Адмирал Уильям Реджинальд Холл обнаружил, что в багаже содержится немецкая кодовая дипломатическая книга, Code No. 13040.
Деятельность Комнаты 40 была подвержена риску из-за претензий Адмиралтейства, утверждавшего, что там информацию интерпретируют по-своему. Радистам Комнаты 40 позволялось расшифровывать, но не интерпретировать полученную информацию.
За свою историю сотрудники «Комнаты 40» расшифровали около 15 000 немецких сообщений. Отделу предоставлялись копии всех перехваченных коммуникационных сообщений, включая сообщения телеграфа и радио. До мая 1917 года отделом управлял Альфред Юинг, позже управление перешло адмиралу Уильяму Холлу.

## Формирование

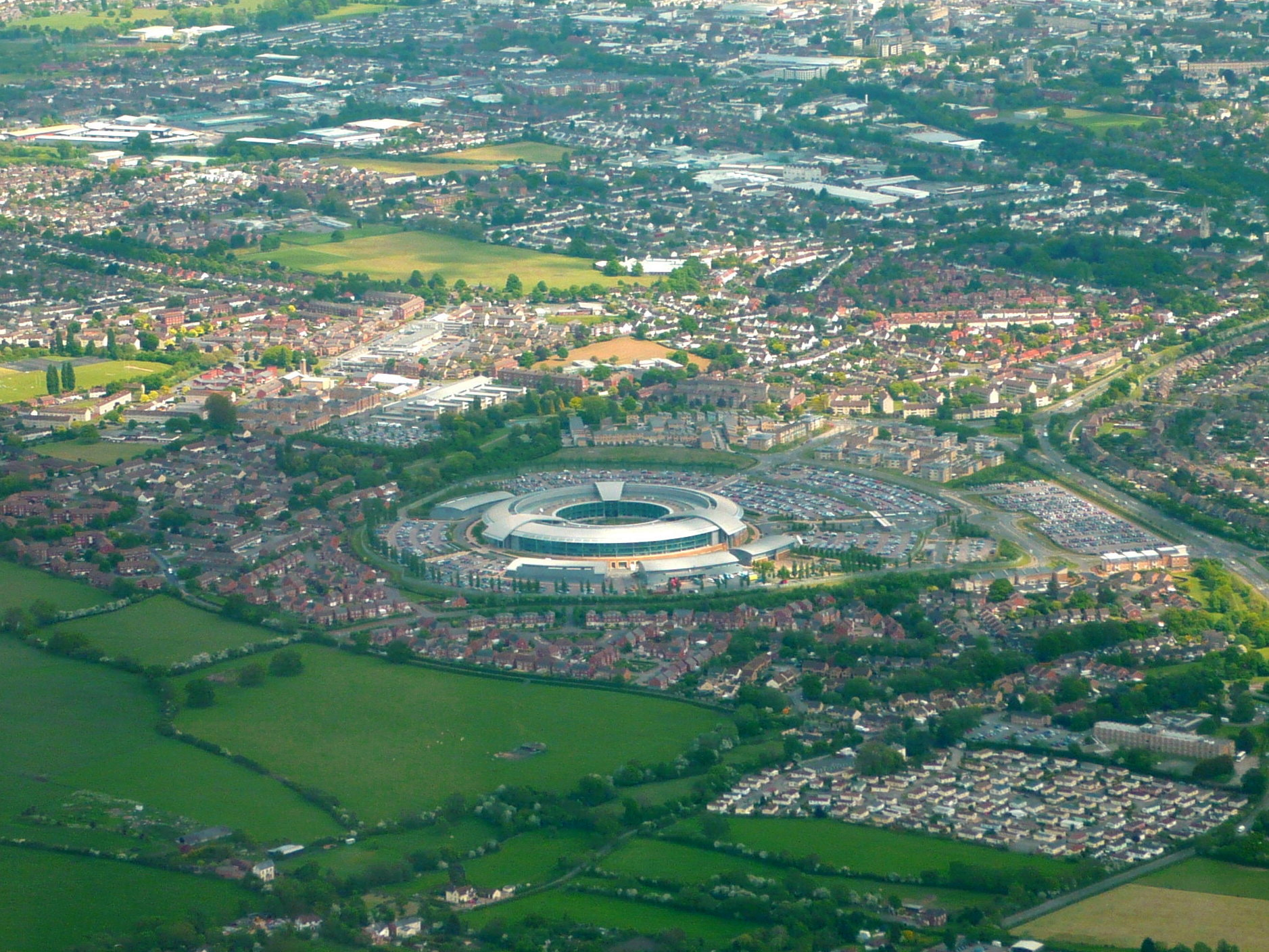
Центр правительственной связи (GCHQ) в Челтнеме

В 1911 году отдел Комитета обороны Империи по коммуникациям заключил, что в случае войны с Германией немецкие подводные пути сообщения должны быть уничтожены. В ночь с 3 на 4 августа 1914 года кабельное судно «Алерт» определило местонахождение и обрезало пять трансатлантических кабелей Германии, которые достигали Ла-Манша. Вследствие этого увеличилось число сообщений, переданных по радио. Теперь они могли быть только перехвачены, а чтобы скрыть значение сообщений, использовались коды и шифры, и ни у Великобритании, ни у Германии не было организаций, способных расшифровывать и интерпретировать сообщения. В начале войны у британского флота была только одна беспроводная станция для перехвата сообщений в Стоктоне.
Перехваченные сообщения отправлялись в разведывательный отдел Адмиралтейства, но никто не знал, что с ними делать. Контр-адмирал Генри Оливер был назначен Директором Управления военно-морской разведки в 1913 году. В августе 1914 года его отдел был полностью занят из-за войны, и ни у кого не было опыта взлома шифров. Поэтому он обратился к другу, сэру Альфреду Юингу, Директору учебного командования военно-морских сил (DNE), который до этого был преподавателем инженерного дела с познаниями в радиотехнике и, как полагал Уильям, имел увлечение шифрами. Было очевидно, что образование не будет в приоритетах во время нескольких месяцев войны, поэтому Юинга попросили собрать группу для расшифровывания сообщений. Он обратился к сотрудникам военно-морских колледжей Осборна и Дартмута. Алистер Деннистон преподавал немецкий язык, затем стал заместителем руководителя Комнаты 40, позже получил пост руководителя организации — преемника Комнаты 40, Правительственной школы кодирования и шифрования (англ. Government Code and Cypher School), и Блетчли-Парка (англ. Bletchley Park) — подобной организации во Второй мировой войне. Остальные работали на Комнату 40 временно. Среди них был Чарльз Годфри, директор Осборна (чей брат позже стал главой военно-морской разведки во время Второй Мировой войны), два военно-морских инструктора, Пэриш и Кёртис, а также учёный и математик профессор Хендерсон из Гринвичского военно-морского училища. Волонтёры были вынуждены работать над декодировкой шифра наряду со своими повседневными делами, вся организация оперировала в обычном офисе Юинга. Взломщикам приходилось прятаться в офисе его секретаря. Ещё двое рекрутов были Р. Д. Нортон, который работал в Министерстве иностранных дел, и Ричард Хершел (лингвист, эксперт по Персии и выпускник Оксфорда). Никто из новобранцев не разбирался во взломе кода и они были наняты за знание немецкого языка. Само собой, они могли хранить секреты.
Похожая организация начала свою работу в отделе военной разведки и получила название MI1b. Полковник Макдона предложил двум организациям работать вместе. Был достигнут небольшой успех в этой идее, кроме как коллекционирования и систематизации сообщений, до того момента, как французы заполучили копии немецких военных шифров. Обе организации работали параллельно, расшифровывая сообщения касательно Западного фронта. Друг Юинга, барристер по имени Рассел Кларк, и его друг, полковник Хипписли, рассказали Юингу, что они перехватывали немецкие сообщения. Юинг организовал им работу на станции береговой охраны в Ханстэнтоне, Норфолк. Позднее там к ним присоединился ещё один волонтёр Лесли Ламберт (позже прославившийся как ведущий BBC под псевдонимом А. Дж. Алан). Станция береговой охраны Ханстэнтон в Норфолке и Стоктон составляли центральное подразделение по перехвату сообщений, вместе с частными станциями почтового отделения и Компании Маркони. В конце сентября преподаватели добровольцы вернулись к своим основным обязанностям за исключением Деннистона, но, помимо способов расшифровки немецких военно-морских сообщений, другой работы было немного.

### Потеря «Магдебурга» и захват шифровальной книги SKM

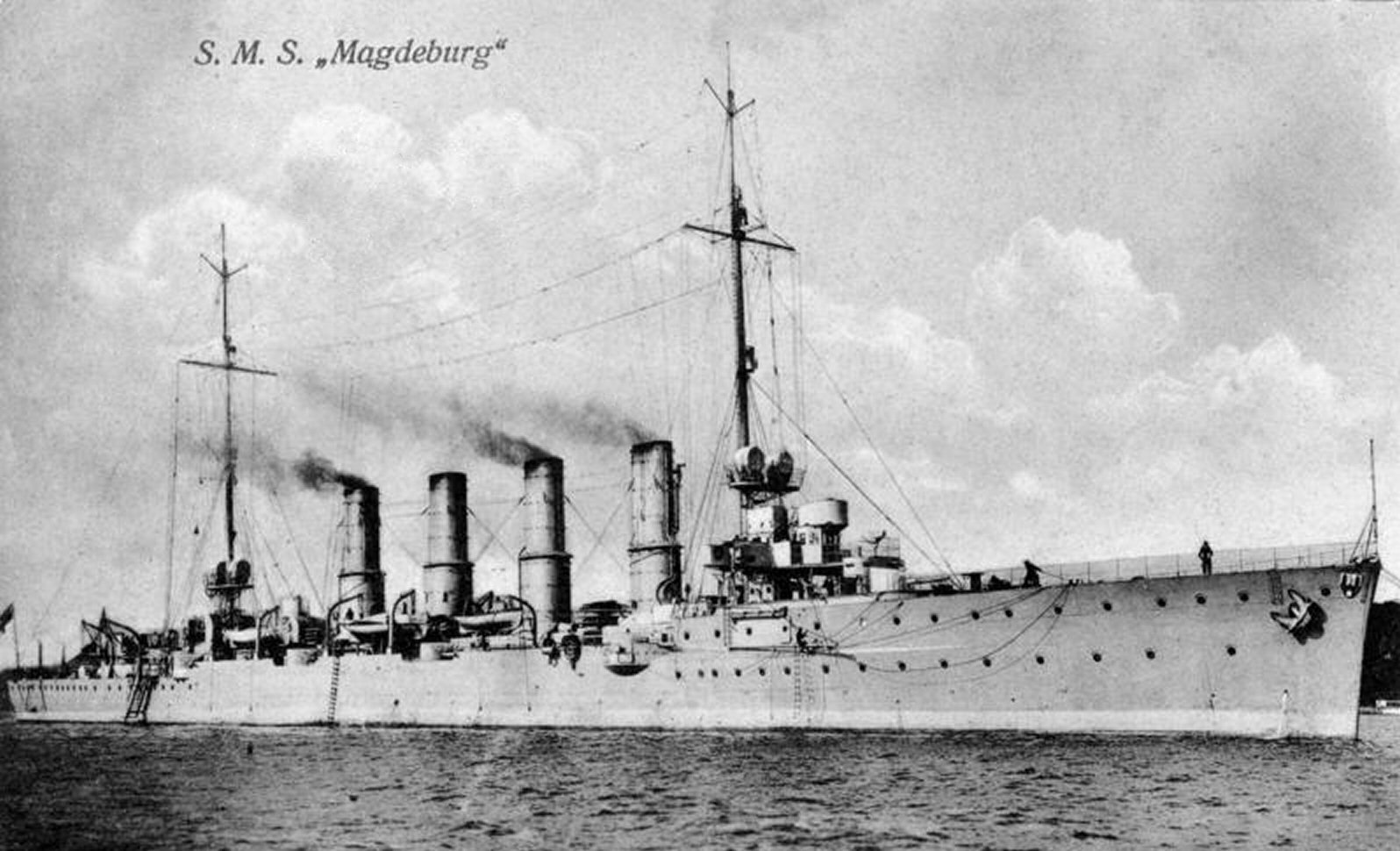
«Магдебург»

В 1914 году Россия передала Великобритании «Книгу сигналов императорского флота» (Signalbuch der Kaiserlich Marine, SKM), захваченную русскими моряками на германском крейсере «Магдебург». В конце августа 1914 года два лёгких крейсера, «Магдебург» и «Аугсбург», и группа эсминцев проводили разведку Финского залива. В какой-то момент корабли разделились в тумане, после чего «Магдебург» сел на мель у русского острова Оденсхольм близ северного побережья современной Эстонии. Немцы не смогли снять крейсер с мели, и команду взял на борт эсминец SMS V26. Командир крейсера капитан третьего ранга Хабенихт (нем. Richard Habenicht) готовился взорвать судно после эвакуации команды, однако туман начал рассеиваться и вблизи «Магдебурга» были обнаружены два российских крейсера «Паллада» и «Богатырь», после сближения открывшие огонь. Прежде чем секретные документы могли быть переданы на эсминец или должным образом уничтожены, вся команда «Магдебурга» была захвачена русскими. Одна из шифровальных книг была найдена на крейсере, вторая была поднята водолазами с морского дна вместе с другими документами и текущим шифровальным ключом. Один из экземпляров захваченной книги было решено передать британским союзникам. 13 октября она была доставлена британским военным судном в Адмиралтейство и была вручена персонально Первому Лорду Адмиралтейства У. Черчиллю. Позже он передал её контр-адмиралу Оливеру.
SKM сама по себе как средство для расшифровки сообщений была неполна, поскольку сообщения обычно и зашифровывались, и кодировались. К. Дж. Э. Роттер (англ. C. J. E. Rotter), немецкий эксперт военно-морского разведывательного отдела, получил задание с помощью шифровальной книги SKM интерпретировать перехваченные сообщения, большинство которых получалось бессмысленным при расшифровке. Позже шифр был сломан, фактически дважды, поскольку он был изменён спустя несколько дней, и процедура интерпретации сообщений была определена. Шифрование было простой таблицей замены одной буквы другой во всех сообщениях.
Перехваченные сообщения оказались сводками разведки о местонахождении союзных кораблей. Было замечено, что подобные закодированные сообщения передавались на короткой волне и не перехватывались из-за недостатка приёмников. Было предписано контролировать коротковолновые передачи. Результатом была информация о движениях немецкого флота.
SKM была кодом, обычно использовавшимся немецким флотом во время важных действий. Она была получена из обычных сигнальных книг, использовавшихся и британскими, и немецкими флотами, у которых были тысячи предопределённых инструкций, которые для передачи между судами могли быть представлены простыми комбинациями сигнальных флагов или вспышек лампы. Было 34 300 инструкций, каждая из которых представлялась различной группой из трёх букв.

### Пароход «Хобарт» и захват шифровальной книги HVB
Второй важный код, использовавшийся немецким флотом, был захвачен в самом начале войны в Австралии. Немецко-австралийский пароход «Хобарт» (англ. Hobart) был захвачен около Мельбурна 11 августа 1914 года. В шифровальной книге Handelsverkehrsbuch (HVB) содержался код, использовавшийся немецким флотом, чтобы общаться с его торговыми судами.
HVB была первоначально выпущена в 1913 году для военных кораблей с радиосвязью, для военно-морского командования и прибрежных станций. Также была роздана главным офисам восемнадцати немецких пароходств для выдачи их собственным судам с радиосвязью. Код использовал 450 000 возможных перестановок из четырёх букв, позволявших альтернативные представления того же самого значения, плюс дополнительные десять букв, группировавшихся для использования в сообщениях. Код использовался в основном лёгкими силами, такими как патрульные суда, и подводными лодками, но с более сложным ключом. Однако их длительное нахождение в море означало, что код менялся, пока они отсутствовали, и довольно часто сообщения приходилось повторять, используя старый ключ, давая непосредственную информацию о новом ключе.

### Потеря немецкого эсминца S119 и захват шифровальной книги VB
Третья шифровальная книга была получена после затопления немецкого эсминца S119 в сражении у острова Тексел (Battle off Texel). 17 октября крейсеру «Неустрашимый» (Undaunted), вместе с четырьмя эсминцами Ланс (Lance), Леннокс (Lennox), Легион (Legion) и Лоял (Loyal), было приказано перехватить четыре немецких эсминца (S115, S117, S118, и S119), двигавшихся с юга Текселя, чтобы установить мины. Немецкие суда были побеждены, и после короткого сражения были затоплены. Командующий S119 бросил за борт все секретные документы. 30 ноября ящик с этими документами был обнаружен британским траулером и отправлен в Комнату 40. Он содержал копию Verkehrsbuch (VB) — шифровальной книги, обычно использовавшейся Адмиралами немецкого флота.
Код состоял из 100 000 групп из 5 цифр, каждая с особым значением. Он был предназначен для использования в телеграммах, посланных за границу на военные корабли и военно-морским атташе, посольствам и консульствам. Его самая большая важность во время войны состояла в том, что он позволял связываться военно-морским атташе в Берлине, Мадриде, Вашингтоне, Буэнос-Айресе, Пекине.

## Внутренняя организация Комнаты 40
В начале ноября Капитан Уильям Реджинальд Холл (Reginald Hall) был назначен новым Директором Разведывательного подразделения (Director of the Intelligence Division), заменив Оливера. Как только новая организация начала развиваться и показывать результаты, стало необходимо поместить её на более формальную основу. 6 ноября 1914 года организация переехала из офиса Юинга (Alfred Ewing) в Комнату 40 в старое здание Адмиралтейства.

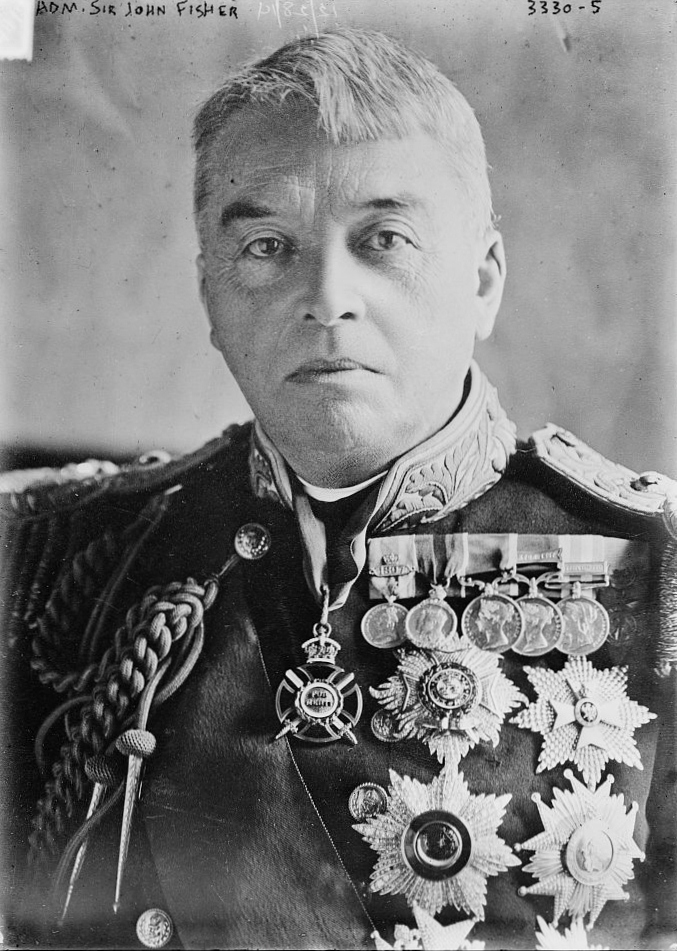
Джон Фишер, 1915 год

Все полученные и расшифрованные сообщения должны были храниться в абсолютном секрете, их копии передавались только начальнику штаба и директору Разведки. Было решено, чтобы кто-то из отдела разведки должен быть назначен для рассмотрения сообщений и их интерпретации с точки зрения общеизвестной информации. Для этой работы выбрали Герберта Хоупа (англ. Herbert Hope), который ранее работал над маршрутами движения вражеских судов. Хоуп попытался понять сообщения, которые ему дали и сделать полезные наблюдения, но без более общего доступа к ранее полученной информации его заметки были бесполезны. Он сообщил Холлу, что нуждается в большей информации. 16 ноября, после встречи с Фишером (глава военно-морских сил Великобритании), Хоупу предоставили полный доступ к информации вместе с инструкциями передавать два раза в день отчёты Фишеру.
Частью обязанностей Хоупа стало решать, какие из сообщений были незначительны и должны быть только зарегистрированы, а какие нужно передать выше. У немецкого флота было заведено каждый день по радиоканалу передавать точное положение каждого судна и предоставлять регулярные отчёты о передвижении в море. Таким образом, была возможность создать точную картину действий Немецкого флота, исходя из их маршрутов понять, где находятся минные поля и безопасные пути. Большая часть этой информации, однако, не выходила за пределы Комнаты 40 и нескольких старших членов адмиралтейства, поскольку способности Британского Штаба читать немецкие сообщения был присвоен огромный приоритет секретности. Никакие сообщения, обработанные Комнатой 40, не могли быть отосланы без личного одобрения Оливера (за исключением некоторых одобренных Первым лордом или Лордом Адмиралтейства). Члены комнаты 40 понимали, что дешифрованная ими информация не использовалась в полной мере из-за чрезвычайной тайны и запретов обмениваться информацией с другими отделами разведки.

## Перехват сигнала и пеленгация
И британские, и немецкие службы перехвата начали экспериментировать с радиооборудованием пеленгации в начале 1915 года. Капитан Раунд (англ. Round), работавший на Маркони, проводил эксперименты для армии во Франции, и Холл приказал ему построить систему пеленгации для флота. Первая такая станция была в Лоустофте, позже были построены станции в Леруике, Абердине, Йорке, Фламборо-Хеде и Бирхингтоне, и к маю 1915 адмиралтейство могло отслеживать немецкие субмарины, пересекавшие Северное море. Некоторые из этих станций работали в режиме сбора немецких сообщений, в Комнате 40 была создана новая секция для определения местоположения судов по расшифрованным сообщениям.
У комнаты 40 была очень точная информация о положениях немецких судов, но приоритетом адмиралтейства по-прежнему оставалась секретность. С июня 1915 регулярные разведывательные сводки о положениях судов перестали передаваться всем адмиралам, и направлялись только непосредственно к Джеллико, командующему Британским флотом (Гранд-Флит). Точно так же он был единственным человеком, который получал точные карты немецких минных полей, подготовленные Комнатой 40. Все суда действовали в соответствии с инструкциями использовать радио настолько редко, насколько возможно, на самой низкой мощности. Комната 40 извлекла огромную выгоду из свободной передачи сообщений между немецкими судами (что дало британцам много внутренних сообщений для сравнения и анализа), а также из привычки немцев передавать всегда на полной мощности (что облегчало перехват этих сообщений). Немецким флотом до 1917 не было предпринято никаких попыток ограничить использование радиосвязи, а позже это было сделано только в ответ на использование британцами пеленгации, но не потому, что они считали, что сообщения расшифровывались.

## Телеграмма Циммермана

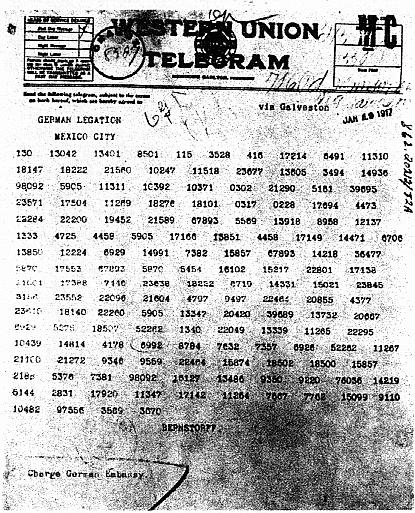
Фотокопия телеграммы Циммермана

Комната 40 играла важную роль в нескольких морских боях во время войны, особенно в обнаружении немецких действий в Северном море, что привело к сражению у Доггер-банки (1915) и Ютландскому сражению (1916), когда британский флот был выслан для перехвата немецких кораблей. Однако наиболее существенным вкладом была расшифровка Телеграммы Циммермана, сообщения из немецкого Министерства иностранных дел, переданного в 1917 году через Вашингтон послу Германии в Мексике Генриху фон Экардту (Heinrich von Eckardt). Этот перехват стал возможен спустя несколько часов после того, как Великобритания вступила в войну. Кабельное судно «Алёрт» (которое часто неверно принимают за Телконию) отдалилось от немецкого побережья и перерезало пять телеграфных проводов, обеспечивавших связь Германии с Испанией, Тенерифе и Нью-Йорком.
В открытом тексте сообщения Найджел де Гри и Уильям Монтгомери обнаружили, что немецкий Министр иностранных дел Артур Циммерман предлагает Мексике территории США — Аризону, Нью-Мексико и Техас, взамен Мексика должна была присоединиться к войне в качестве немецкого союзника. Сообщение передал в США капитан Холл, была разработана схема (включавшая неизвестного агента в Мексике и кражу), чтобы скрыть то, как был получен открытый текст, и то, как США получили копию. Сообщение было обнародовано Соединенными Штатами, которые объявили войну Германии 6 апреля 1917 года.

## Слияние с Военной разведкой (MI)
В 1919 году Комната 40 была расформирована, и на её базе, а также базе криптографического подразделения разведки британской армии MI1b была сформирована Правительственная школа кодирования и шифрования (GC&CS), которая во время Второй мировой войны размещалась в Блетчли-Парке. Впоследствии она стала независимой от военной разведки службой радиоэлектронной разведки, в 1946 году переименована в Центр правительственной связи (англ. Government Communications Headquarters, GCHQ) и в 1951—1952 годах перемещена в Челтнем.